# Saint-Quentin-en-Mauges
Saint-Quentin-en-Mauges korábbi község Franciaország Loire mente régiójában, Maine-et-Loire megyében. 2015. december 15-én tíz másik korábbi községgel egyesült és Montrevault-sur-Èvre új község része lett.
Lakosainak száma 1024 fő (2018. január 1.). Saint-Quentin-en-Mauges Beausse, Bourgneuf-en-Mauges, Chaudron-en-Mauges, Neuvy-en-Mauges, Le Pin-en-Mauges, Mauges-sur-Loire, Sainte-Christine és La Pommeraye községekkel határos.

## Népesség
A település népessége az elmúlt években az alábbi módon változott:
| Lakosok száma | 946  | 974  | 1044 | 1029 | 991  | 1004 | 1044 | 1059 | 1068 | 1024 |
|               | 1962 | 1968 | 1982 | 1990 | 1999 | 2008 | 2011 | 2013 | 2017 | 2018 |